# Dasychira laphyctes
Dasychira laphyctes är en fjärilsart som beskrevs av Collenette 1937. Dasychira laphyctes ingår i släktet Dasychira och familjen tofsspinnare. Inga underarter finns listade i Catalogue of Life.